# Malocampa amphissa
Malocampa amphissa är en fjärilsart som beskrevs av Druce 1890. Malocampa amphissa ingår i släktet Malocampa och familjen tandspinnare. Inga underarter finns listade i Catalogue of Life.